# Iris bicapitata
Iris bicapitata är en irisväxtart som beskrevs av Colas. Iris bicapitata ingår i släktet irisar, och familjen irisväxter. Inga underarter finns listade i Catalogue of Life.